# Народна политичка консултативна конференција Кине
Народна политичка консултативна конференција Кине [Listenⓘ], (упрош: 中国人民政治协商会议; трад: 中國人民政治協商會議; пин: Zhōngguó Rénmín Zhèngzhì Xiéshāng Huìyì), у западној литератури позната и по скраћеници CPPCC (енгл. Chinese People's Political Consultative Conference) је политичко саветодавно тело Народне Републике Кине. Састављено је од делегата који припадају различитим политичким странкама и организацијама, као и независним члановима из Кине. Његов састав се темељи на обичајима, односно договору различитих странака.
Највећи број чланова конференције чине представници Комунистичке партије Кине (КПК), док остатак чине представници Уједињеног фронта, односно њених сателитских странака.
Конференција је настала пре оснивања НР Кине, односно 1945. године када су, након завршетка Другог светског рата КПК и националистички Куоминтанг, супарници у грађанском рату привремено прекинутом због јапанског напада, договорили да отпочну преговоре о стварању заједничких органа власти у поратној Републици Кини. У Чонгкингу је тако од 10. до 31. јануара 1946. одржана прва Политичка консултативна скупштина на којој је уз КПК и Куоминтанг учествовало још неколико странака. Та конференција, међутим, није спречила ново избијање грађанског рата. У септембру 1949. године, када су комунисти успели да освоје највећи део Кине, организовали су нову Политичку консултативну конференцију, на коју су позвали себи блиске политичке странке и појединце. Она је преименована у Политичку консултативну народну конференцију, која је деловала као де факто уставотворна скупштина НР Кине, а од 1949. до 1954. је деловала као парламент нове државе, пре него што су законодавне функције пренесене на Национални народни конгрес.